# Pirokseny

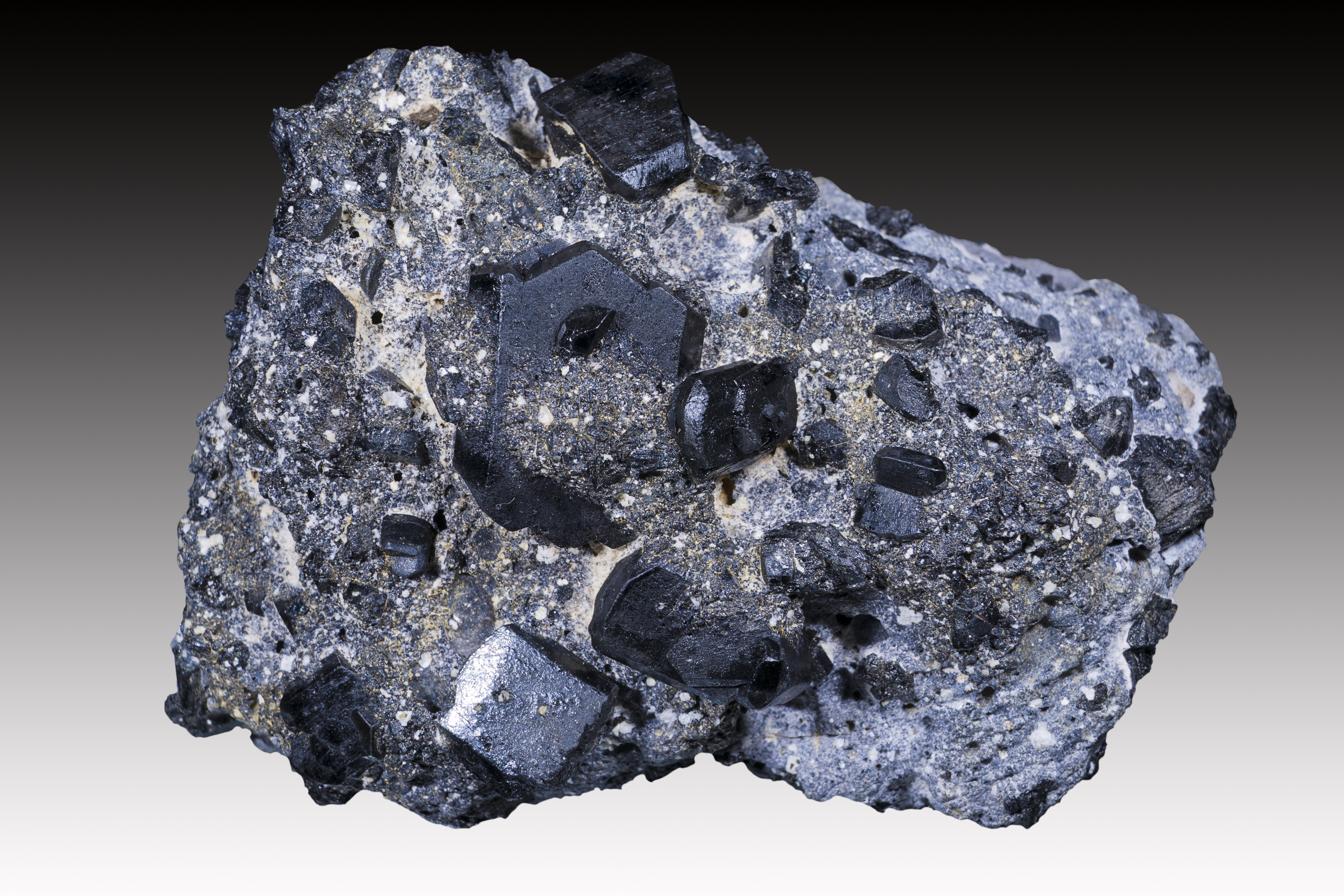
augit

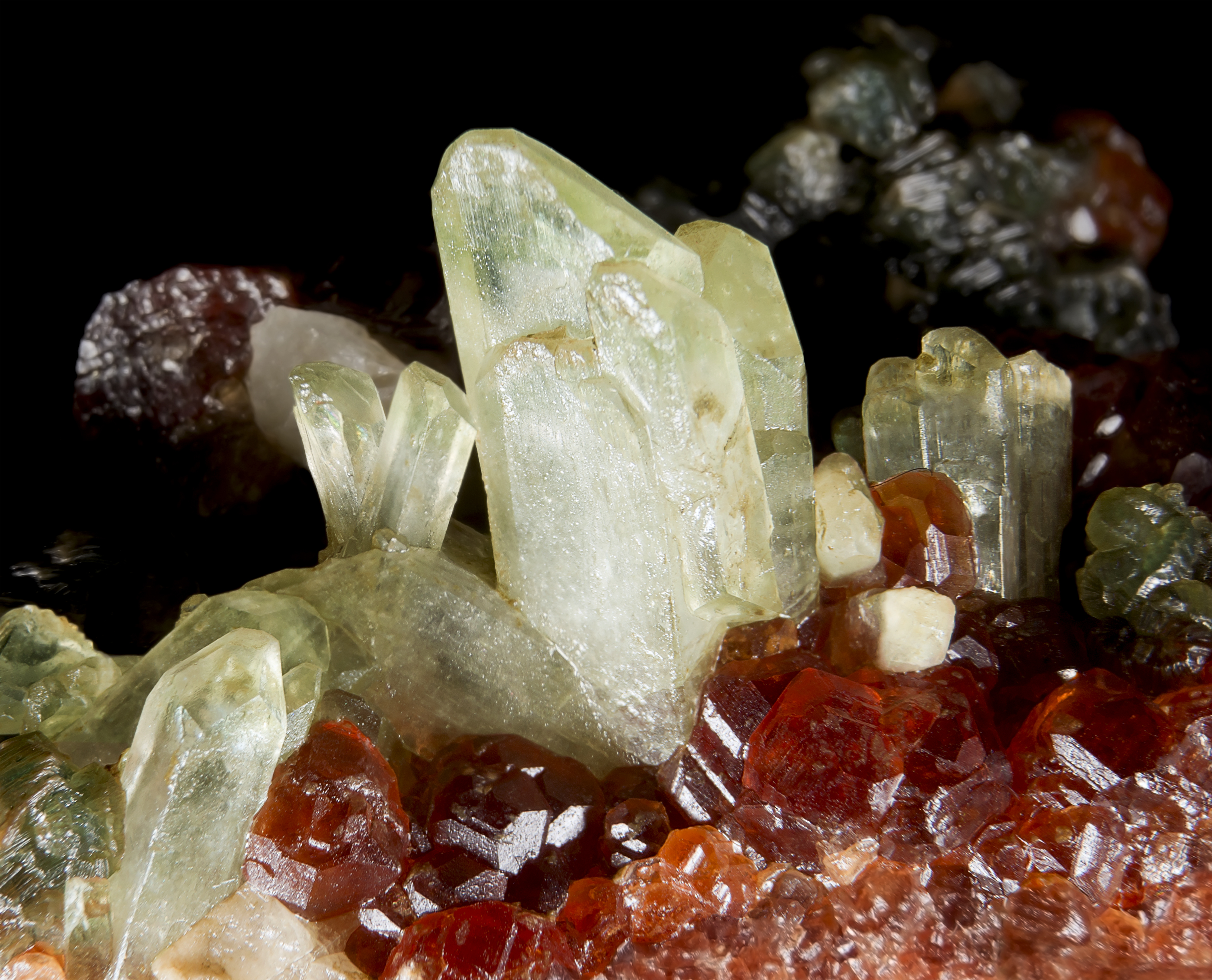
diopsyd

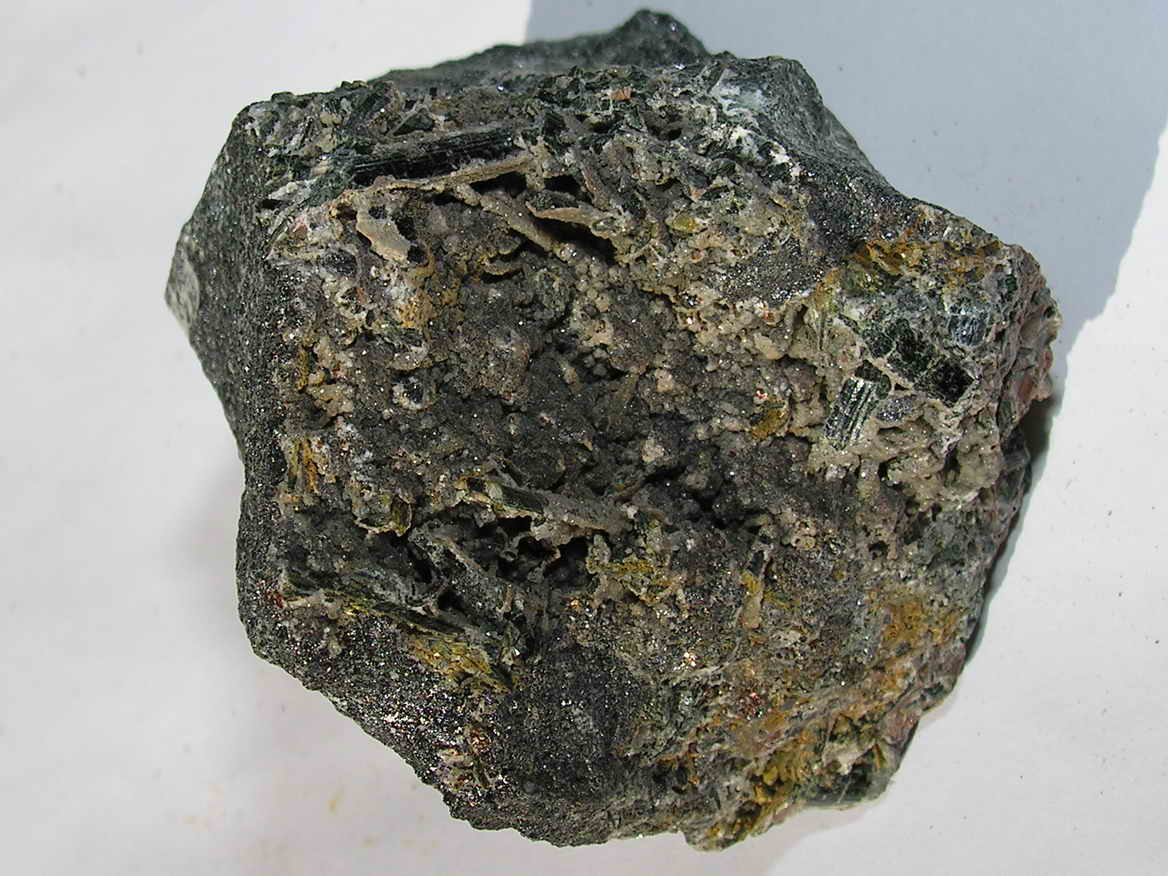
hedenbergit

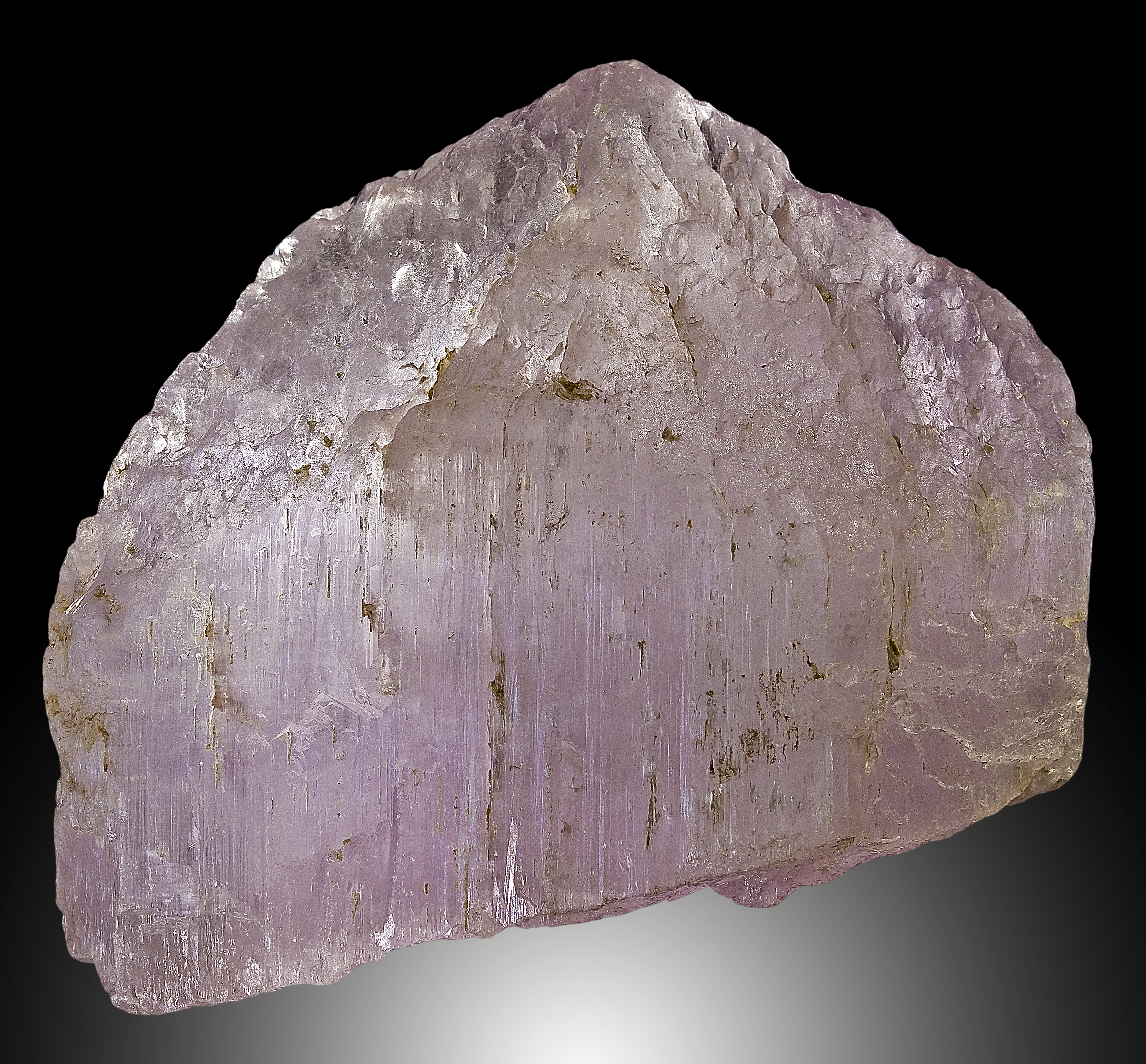
kunzyt

Pirokseny – grupa bardzo rozpowszechnionych minerałów skałotwórczych o strukturze wewnętrznej odpowiadającej krzemianom łańcuchowym i ogólnym wzorze:
AB[Si2O6]
gdzie:
A to najczęściej wapń, sód, lit;
B to najczęściej magnez, żelazo, glin.
Pirokseny stanowią częsty składnik skał magmowych i metamorficznych, a największą rolę skałotwórczą odgrywa augit. Spotykane są w skałach na całym świecie.

Nazwę wprowadził René-Just Haüy od słów greckich pyr = ogień i xenos = obcy. Uważał bowiem, że pirokseny nie tworzą się w chwili erupcji, lecz później.

## Cechy piroksenów
- Cechą wspólną dla tej grupy są dwa systemy łupliwości, krzyżujące się pod kątem prawie prostym. Układ łupliwości odróżnia pirokseny od amfiboli.
- Krystalizują w układzie jednoskośnym lub rombowym.
- Mają znaczenie naukowe i kolekcjonerskie.
- Bywają stosowane do wyrobu ozdób i artystycznej biżuterii.
- Najczęściej mają barwę żółtawą, zielonawą, białoszarą, brunatną lub czarną, w zależności od zawartości żelaza i tytanu oraz domieszek.
- Obejmują wiele izomorficznych szeregów kryształów mieszanych, należących do układu jednoskośnego, z wyjątkiem szeregu, którego członkami skrajnymi są enstatyt i hipersten – układ rombowy (jego jednoskośnym odpowiednikiem jest szereg klinoenstatyt – klinohipersten).

Do piroksenów należą także szeregi: 
- diopsyd – hedenbergit
- kosmochlor – jadeit – egiryn
- diallag – augit – fassait

Obszary między nimi wypełniają kryształy mieszane. Minerały będące członami skrajnymi są dość rzadkie, w związku z czym ich wzory chemiczne mają znaczenie głównie teoretyczne.
Do najbardziej rozpowszechnionych piroksenów należą:
- augit, diallag, enstatyt, hedenbergit, diopsyd, bronzyt.

Z rzadziej występujących wymienić warto:
- egiryn, jadeit, kunzyt, omfacyt, spodumen, hipersten, diallag.

W Polsce występują m.in. na Dolnym Śląsku (diopsyd, spodumen, jadeit) i w Pieninach (augit).